# اسپترس
اسپترس (هلندی: Spetters) یا لکه‌ها یک فیلم درام و داستان بلوغ به کارگردانی پل ورهوفن است که در سال ۱۹۸۰ منتشر شد. از بازیگران آن می‌توان به روتخر هاور و یرون کرابه اشاره کرد.